# Клостридии
Клостри́дии (лат. Clostridium) — род грамположительных, облигатно анаэробных бактерий, способных продуцировать эндоспоры.
Клостридии входят в состав нормофлоры желудочно-кишечного тракта и женских половых путей. Иногда их обнаруживают в полости рта и на коже.
Бактерии рода клостридий вырабатывают наиболее сильные из известных ядов — ботулотоксин (C. botulinum), тетаноспазмин (C. tetani), ε-токсин C. perfringens и др. Все эти токсины белковой природы.

## Форма бактерий
Отдельные клетки — удлинённые палочки, название рода происходит от др.-греч. κλωστήρ «веретено». Многие виды, которые были отнесены к клостридиям по этому морфологическому признаку, позже были реклассифицированы. Эндоспоры могут располагаться центрально, эксцентрально и терминально. Диаметр эндоспор часто превышает диаметр клетки.
Клостридии — это также форма бактериальных клеток, у которых центрально расположенная спора имеет диаметр больший, чем диаметр самой клетки, из-за чего клетка «раздувается» и приобретает веретенообразную форму.

## Представители
Род включает как свободно живущие виды (например, Clostridium pasteurianum), так и патогенные, например возбудители столбняка, газовой гангрены и ботулизма.
Вид Clostridium chauvoei является возбудителем эмфизематозного карбункула у домашнего скота.

### Научные базы данных
- Искать таксономию в NCBI для Clostridium
- Искать в Tree of Life таксономию для Clostridium
- Искать в Species2000 страницы о Clostridium
- Страница в MicrobeWiki о Clostridium